# جيمس ترويسي
بدأ مسيرته الكروية مع نادي نيوكاسل يونايتد الإنجليزي في عام 2006،ويلعب الآن لصالح فريق وسترن سيدني واندررز .

## روابط خارجية
- جيمس ترويسي على موقع الاتحاد الدولي (مؤرشف)  (الإنجليزية)
- جيمس ترويسي على موقع الاتحاد الأوربي (الإنجليزية)
- جيمس ترويسي على موقع اتحاد تركيا (لاعب) (الإنجليزية)
- جيمس ترويسي على موقع قاعدة بيانات كرة القدم.إي يو (الإنجليزية)
- جيمس ترويسي على موقع ليكيب (الفرنسية)
- جيمس ترويسي على موقع ناشيونال فوتبول تيمز (الإنجليزية)
- جيمس ترويسي على موقع Soccerbase.com (لاعب) (الإنجليزية)
- جيمس ترويسي على موقع Soccerway.com (الإنجليزية)
- جيمس ترويسي على موقع عالم كرة القدم.نت (الإنجليزية)
- جيمس ترويسي على موقع اللجنة الأولمبية الدولية (الإنجليزية)